# САЩ срещу Джон Ленън
„САЩ срещу Джон Ленън“ (на английски: The U.S. vs. John Lennon) е документален филм за Джон Ленън, издаден през 2006 г. Филмът разказва как Джон Ленън се трансформира от „просто музикант“ и член на рок групата „Бийтълс“ в края на 60-те и началото на 70-те години на XX век в активист на антивоенното движение. Филмът описва как правителството на САЩ, оглавявано от тогавашния президент Ричард Никсън, се опитва да накара да „замълчи“ Ленън чрез различни видове натиск върху него.
Филмът включва обширно заснемане от Джон Ленън и Йоко Оно; включва и кадри от добре известно интервю, проведено от журналистката (и антивоенна активистка) Глория Емерсън с Ленън и Оно.
Саундтракът на филма, компилиран от различни записи на Ленън, е издаден като отделен албум от „Кепитъл Рекърдс“ и EMI на 26 септември 2006 г.
Световната премиера на филма е на филмовия фестивал във Венеция, а в Северна Америка – на филмовия фестивал в Торонто. В Съединените щати филмът е пуснат през септември 2006 г.: в Ню Йорк и Лос Анджелис на 15 септември, в цялата страна на 29 септември. Филмът е пуснат в Обединеното кралство на 8 декември 2006 г., 26-ата годишнина от смъртта на Ленън. Филмът е издаден в Съединените щати на DVD на 13 февруари 2007 г. За първи път е излъчен по кабелна телевизия в Съединените щати на 16 август 2007 г. по VH1 Classic.

## В ролите
- Джон Ленън
- Йоко Оно
- Тарик Али
- Карл Бернстин
- Гор Видал
- Анджела Дейвис
- Рон Ковик
- Уолтър Кронкайт
- Марио Куомо
- Джордж Макговърн
- Ричард Никсън
- Боби Сил
- Ноам Чомски
- Джон Дийн
- Дейвид Фентън
- Г. Гордън Лиди
- Елиът Майнц
- Джералдо Ривера
- Том Смътърс